# Auguste Braun
Pour les articles homonymes, voir Braun.
Auguste Braun, né le 10 avril 1831 à Dambach-la-Ville et mort le 28 juillet 1896 à Lunéville, est un général français d'origine alsacienne. Il fut officier d'ordonnance du général Jean-Auguste Margueritte.

## Biographie
Il est fils du vigneron et ancien militaire Jean Michel Braun et de Marie Anne Gerber, tous deux originaires de Dambach-la-Ville. Il entra au service en 1849, comme engagé volontaire dans un régiment de cavalerie. À 24 ans il devint sous-lieutenant et la guerre de Crimée lui fournit l'occasion de recevoir le baptême de feu dans le 2e régiment de chasseurs d'Afrique.
En 1856, à la fin de cette guerre, il entra à Saumur comme officier d'instruction, puis, son cours terminé, il retourna en Algérie. Lieutenant en 1861, il prit part à toute la campagne du Mexique où il trouva (1861), en de nombreuses rencontres, l'occasion de déployer sa bravoure et ses qualités militaires, et fut nommé chevalier de la Légion d'honneur.
Au retour de cette expédition, en 1866, il fut nommé capitaine - instructeur au 1er régiment de chasseurs d'Afrique. Il fit la campagne de 1870 comme officier d'ordonnance du général Jean-Auguste Margueritte. Après la défaite de Sedan, il retourna en Algérie où il fut nommé aussitôt chef d'escadrons (20 novembre 1870). Grâce à ses brillants états de service, il fut promu au grade de lieutenant-colonel en 1876, de colonel au 2e de cuirassiers à Lunéville en 1881, et couronna sa carrière par le grade de général de brigade le 2 février 1886, étant officier de la Légion d'honneur depuis 1884.
Braun prit, en 1888, le commandement de la brigade de dragons à Lunéville, puis de celle de cuirassiers de la 2e division de cavalerie. Commandeur de la Légion d'honneur en 1890, il passa, en 1893, dans le cadre de la réserve et fixa sa résidence à Lunéville où il continuait de s'occuper des questions militaires. Il succomba le 28 juillet 1896. « Sous une enveloppe froide et peut-être un peu rude, le général Braun avait la fougue et la résolution du vrai cavalier ».
Il fut inhumé dans le cimetière de Dambach où reposent ses parents. Un monument en bronze représentant le général en uniforme sur un socle fut érigé en 1898.

## Campagnes militaires
- En Orient du 15 novembre 1855 au 2 décembre 1855
- En Afrique, du 3 décembre 1855 au 28 janvier 1857, puis du 6 janvier 1859 au 15 décembre 1862.
- Au Mexique, du 16 décembre 1862 au 1er aout 1865
- En Afrique, du 17 août 1865 au 26 juillet 1870
- Dans le conflit franco-allemand, du 27 juillet 1870 au 10 septembre 1870
- En Afrique, du 11 septembre 1870 au 9 mars 1874.

## Famille
Fils de Jean-Michel Braun et Marie Anne Gerber; il épousa Hélène Octavie Marie Roussel le 3 avril 1866 à Blida et en eut un fils, Georges, né à Blida le 9 septembre 1868, décédé à Dambach-la-Ville (Bas-Rhin), le 4 février 1951. L'épouse était la fille de Joseph Frédéric Désiré, major au premier régiment de Tirailleurs algériens, officier de la Légion d'Honneur, et de Christine Mayer, domiciliés en 1866 à Blida (Alger).

Hélène Octavie Marie ROUSSEL

## Décorations
- Chevalier de la Légion d'honneur le 20 novembre 1864
- Officier de la Légion d'honneur le 7 octobre 1884
- Commandeur de la Légion d'honneur le 12 juillet 1890
- Médaille du Mexique